# Distrito de Durg
Durg (en Hindi: दुर्ग जिला) es un distrito de la India en el estado de Chhattisgarh. Código ISO: IN.CT.DU.
Comprende una superficie de 8542 km².
El centro administrativo es la ciudad de Durg. Una localidad del distrito es Jamul.

## Demografía
Según censo 2011 contaba con una población total de 3 343 079 habitantes, de los cuales 1 661 558 eran mujeres y 1 681 521 varones.